# You Know What to Do
Pistes inédites de Anthology 1
Shout Leave My Kitten Alone
You Know What to Do, ou You'll Know What to Do est l'une des premières chansons écrite et enregistrée par George Harrison avec les Beatles. Elle a été enregistrée le 3 juin 1964 mais ne figurera sur aucun album des Beatles. Il faudra attendre Anthology 1 en 1995 pour la voir officiellement sur une compilation des Beatles.

## Genèse et enregistrement
Alors qu'ils participaient à une séance photos pour le Saturday Evening Post le matin du 3 juin 1964, Ringo Starr est subitement tombé malade atteint d'une angine et d'une pharyngite, à 24 heures d'une tournée prévue dans six pays, et dut être hospitalisé.
Brian Epstein conscient qu'annuler la tournée aurait été un désastre financier, la session d'enregistrement initialement prévue ce jour-là fut remplacée par une répétition afin de trouver un batteur de substitution, en l'occurrence Jimmy Nicol. Tout le monde fut satisfait par sa prestation au terme d'une répétition d'une heure dans le studio 2 de Abbey Road, et il se prépara donc à rejoindre le groupe pour cette tournée.
En fin de journée et dans le même studio, les trois Beatles restants enregistrèrent chacun des versions demos de leurs nouvelles chansons : John Lennon travailla No Reply (chanson ouvrant leur futur album Beatles For Sale), Paul McCartney travailla It's for You (en), une chanson destinée à être chantée par Cilla Black, et enfin George Harrison enregistra You Know What to Do.
Toutefois, la chanson en question ne fut pas retenue et après sa parution dans la compilation Anthology 1, Harrison fut interrogé à son sujet mais il dit ne même plus se souvenir de son existence.
La première chanson signée Harrison fut Don't Bother Me, enregistrée en septembre 1963 et parue sur l'album With the Beatles, tandis que la suivante sera I Need You, enregistrée un an et demi plus tard et publiée sur l'album Help! en 1965. Interrogé cette même année à propos d'un tel intervalle dans The Beatles Off the Record, George Martin, faisant indirectement référence à You Know What to Do, expliqua que Harrison « se sentait découragé depuis quelque temps car nous n'aimions pas vraiment ce qu'il écrivait ».

## Structure musicale
La chanson est dans la tonalité de la majeur. Après une introduction par un accord de ré, le couplet commence par un accord de la (I) et termine la ligne "When I see you I just don't know what to say" par un accord de mi (V). Le couplet emploie aussi un accord de ré (IV). Pedler cite ce morceau comme « un exemple de comment l'une des plus grandes contributions des Beatles à l'écriture de chansons pop était leur habileté à combiner de simples séquences d'accords I-IV-V avec de toutes nouvelles mélodies ».
Le pont contient aussi un slide 8-7-bémol7-6 en demi-tons consécutifs, une technique aussi utilisée dans les futurs morceaux Michelle, Cry Baby Cry, Got to Get You into My Life, And Your Bird Can Sing et Mother Nature's Son.

## Interprètes
- George Harrison – chant, guitare rythmique
- John Lennon – tambourin
- Paul McCartney - guitare basse